# David Feughouo
David-Patrick Feughouo (ur. 5 maja 1989 w Melet, Dja-et-Lobo) – kameruński siatkarz grający na pozycji atakującego; reprezentant Kamerunu.

## Kariera klubowa
David Feughouo swoją karierę rozpoczął w kameruńskim klubie AS Mbalmayo. W latach 2003–2006 bronił barw Camtel Volley-Ball. W 2006 roku przeszedł do klubu Force Armée Police. Zdobył z nim dwa razy mistrzostwo Kamerunu (2007, 2008) i Puchar Kamerunu (2008).
W 2008 roku wyjechał do Francji, gdzie trafił do AS Cannes, z którym w sezonie 2009/2010 doszedł do finału ligi francuskiej.

## Kariera reprezentacyjna
David Feughouo został powołany na Mistrzostwa Świata 2010, na których zagrał w pięciu spotkaniach.
| Lp. | Data                | Przeciwnik        | Pkt |
| --- | ------------------- | ----------------- | --- |
| 1   | 25 września 2010    | Rosja             | 0   |
| 2   | 26 września 2010    | Portoryko         | 3   |
| 3   | 27 września 2010    | Australia         | 6   |
| 4   | 1 października 2010 | Stany Zjednoczone | 3   |
| 5   | 2 października 2010 | Czechy            | 0   |

## Medale, tytuły, trofea
- Mistrzostwa Kamerunu:
  -  2007, 2008 (z Force Armée Police)
- Puchar Kamerunu
  -  2007 (z Force Armée Police)
- Mistrzostwa Francji:
  -  2010 (z AS Cannes)